# Barun
Barun ili baron je niža plemićka titula koja se pojavljuje već u ranom srednjem vijeku. Riječ barun dolazi od starofrancuske riječi baron, koja pak potječe od starogermanske riječi baro. Ona je označavala slobodnog čovjeka - a mislilo se na slobodnog viteza, ratnika - a to se spojilo sa staroengleskom riječi beorn koja je pak značila "plemić".
Ovaj plemićki naslov nije imao svugdje istu vrijednost, ali je izvorno značio da je nositelj tog naslova vlasnik barunata, feudalnog lena (u francuskom primjeru je to bio seigneur de la baronnie), i da sa svojim vlasništvom može slobodno raspolagati, pa i prodati ga ako želi.
Baruni su po plemićkom rangu u većini europskih kraljevina bili ispod vojvoda i grofova. Za vladavine Napoleona, i ustoličenja njegovog novog carstva, oni su postali drugi plemićki naslov po vrijednosti. U njemačkim krajevima ovaj naslov je imao naziv Freiherr (=slobodni gospodin).

## Poznati nositelji naslova baruna
- Pierre de Coubertin, osnivač modernih Olimpijskih igara
- Charles de Secondat, baron od Montesquieua
- Friedrich de la Motte Fouqué, njemački pjesnik
- Karl von Czapp, austrougarski vojskovođa, ministar obrane, rođen u Bjelovaru
- Nathan Mayer Rothschild, britanski bankar i političar
- Hans Heinrich Thyssen-Bornemisza de Kászon, njemački poduzetnik i sakupljač umjetnina
- Margaret Thatcher, britanska predsjednica vlade 1979. – 1990.
- Franjo Kulmer, hrvatski političar XIX st.
- Josip Šokčević (1811. – 1896.), hrvatski ban, podmaršal i barun
- Nikola Jurišić (oko 1490 - 1545), hrvatski vojskovođa i diplomat